# Plectocarpon nephromeum
Plectocarpon nephromeum är en lavart som först beskrevs av Norman, och fick sitt nu gällande namn av Rolf Santesson. Plectocarpon nephromeum ingår i släktet Plectocarpon, och familjen Roccellaceae. Enligt den finländska rödlistan är arten otillräckligt studerad i Finland. Arten är reproducerande i Sverige. Artens livsmiljö är naturskogar.